# Palpita bambusalis
Palpita bambusalis es una especie de polilla de la familia Crambidae descrita por Frederic Moore en 1888. Se encuentra en Darjeeling, en la India.